# Radiotelevisión Nacional de Afganistán
Radiotelevisión Nacional de Afganistán (RTA; en pastún: د افغانستان ملي راډیو او تلویزیون‎, en persa: رادیو و تلویزیون ملی افغانستان‎) es la organización de Radiodifusión pública de Afganistán, con sede en Kabul. Este órgano gubernamental tiene una estación de televisión nacional (Televisión Nacional de Afganistán) y una estación de radio (Radio Afganistán), así como medios de comunicación. El logotipo está coloreado con negro, rojo y verde como colores de la bandera de Afganistán, lo que muestra la unidad. Hay debates y diferentes ideas sobre si la radiodifusión pública afgana debería ser enteramente gubernamental bajo el control del Ministerio de Información y Cultura (MoIC), o una emisora pública gobernada por una comisión independiente más similar al modelo europeo de transmisión, como en el caso de la BBC.

## Historia
Radio Afganistán comenzó con Radio Kabul en 1925 (1304 por el calendario iraní), durante el reinado de Amanulá Khan. Se adquirieron dos transmisores de radio con una capacidad de 400 vatios de la compañía alemana de Telefunken, uno de ellos se instaló en Koti Londoni cerca del puente de Artel que posteriormente comenzó a funcionar y el segundo fue transferido a Kandahar, que en ese período los programas musicales y las noticias solo se transmitían durante unas pocas horas. Las instalaciones y estudios de transmisión de televisión se construyeron en 1976 con ayuda de Japón, y las transmisiones televisivas fueron inauguradas oficialmente el 19 de agosto de 1978, iniciando sus emisiones en color desde el primer momento.
Radio Televisión Afganistán tiene subestaciones regionales para todas las Provincias de Afganistán que operan servicios de radio y, en algunas provincias, televisión básica a nivel provincial. Transmitieron material producido a nivel provincial, intercalado con boletines de noticias distribuidos por el servicio de noticias con sede en Kabul. Estas estaciones suelen estar estrechamente afiliadas a las oficinas de los gobernadores provinciales. El contenido de difusión incluye grandes volúmenes de mensajes del gobierno.
En 2009, la Ley de Medios en ese momento establecía que "el Director del RTA será designado por el Presidente y aprobado por la Cámara Baja del Parlamento". El Consejo Superior consideró que esto era "incompatible con la Constitución afgana". El texto ahora dice que RTA "se desempeñará, como una dirección independiente, en el marco del Poder Ejecutivo", lo que deja espacio para una interpretación amplia. Sin embargo, a pesar de la confusión existente, el gobierno de Japón donó una cantidad masiva de equipos por valor de US$ 17 millones en equipos digitales al RTA como parte del apoyo al gobierno afgano.
Aunque RTA está equipado con el equipo de medios digitales más reciente, la calidad de los programas sigue siendo baja. Los desafíos de recursos humanos, así como las limitaciones en los recursos dedicados a capacitar a periodistas afganos para operar estos sofisticados estudios, de alguna manera obstaculizaron el potencial de mejoras en la calidad del programa.

## Gallery

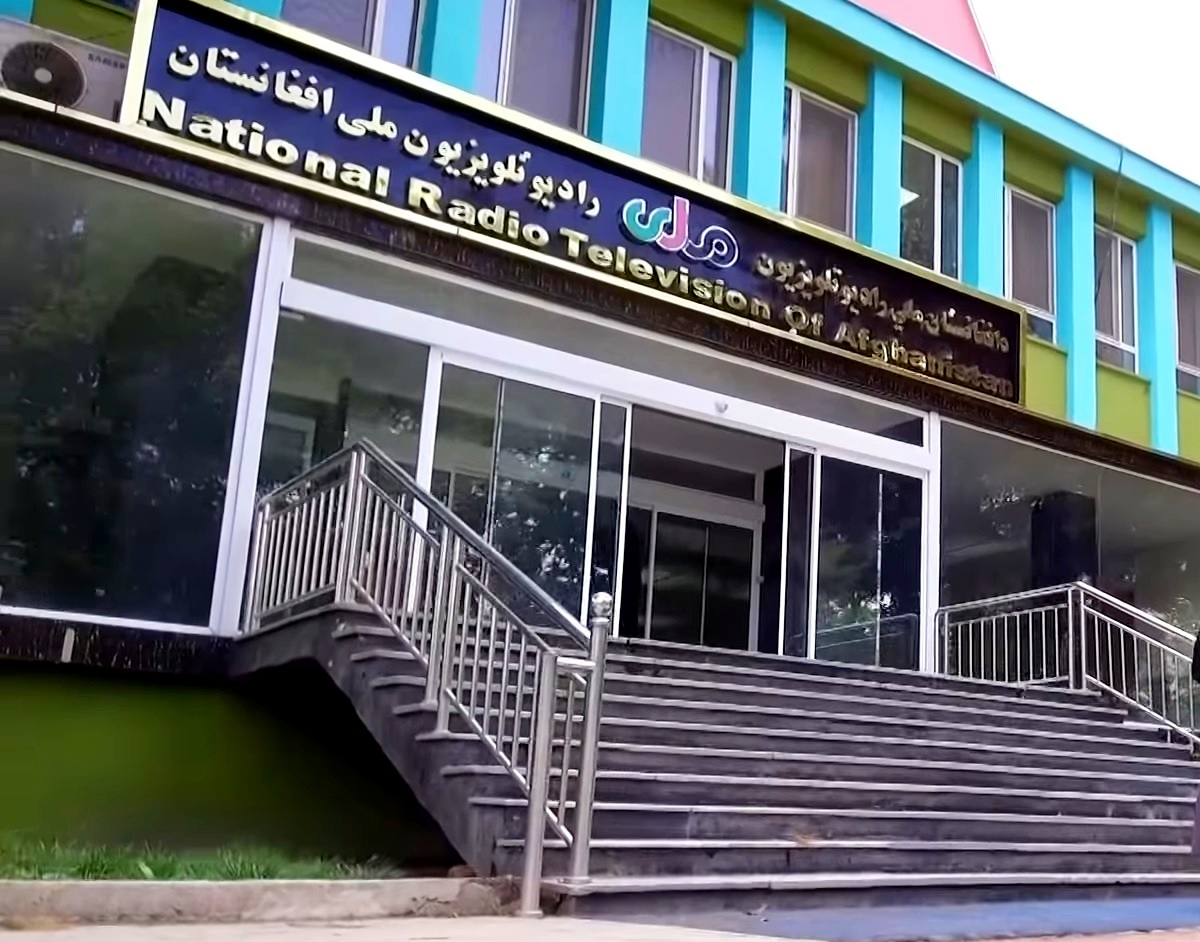
Sede RTA en Calle 10, Wazir Akbar Khan, Kabul
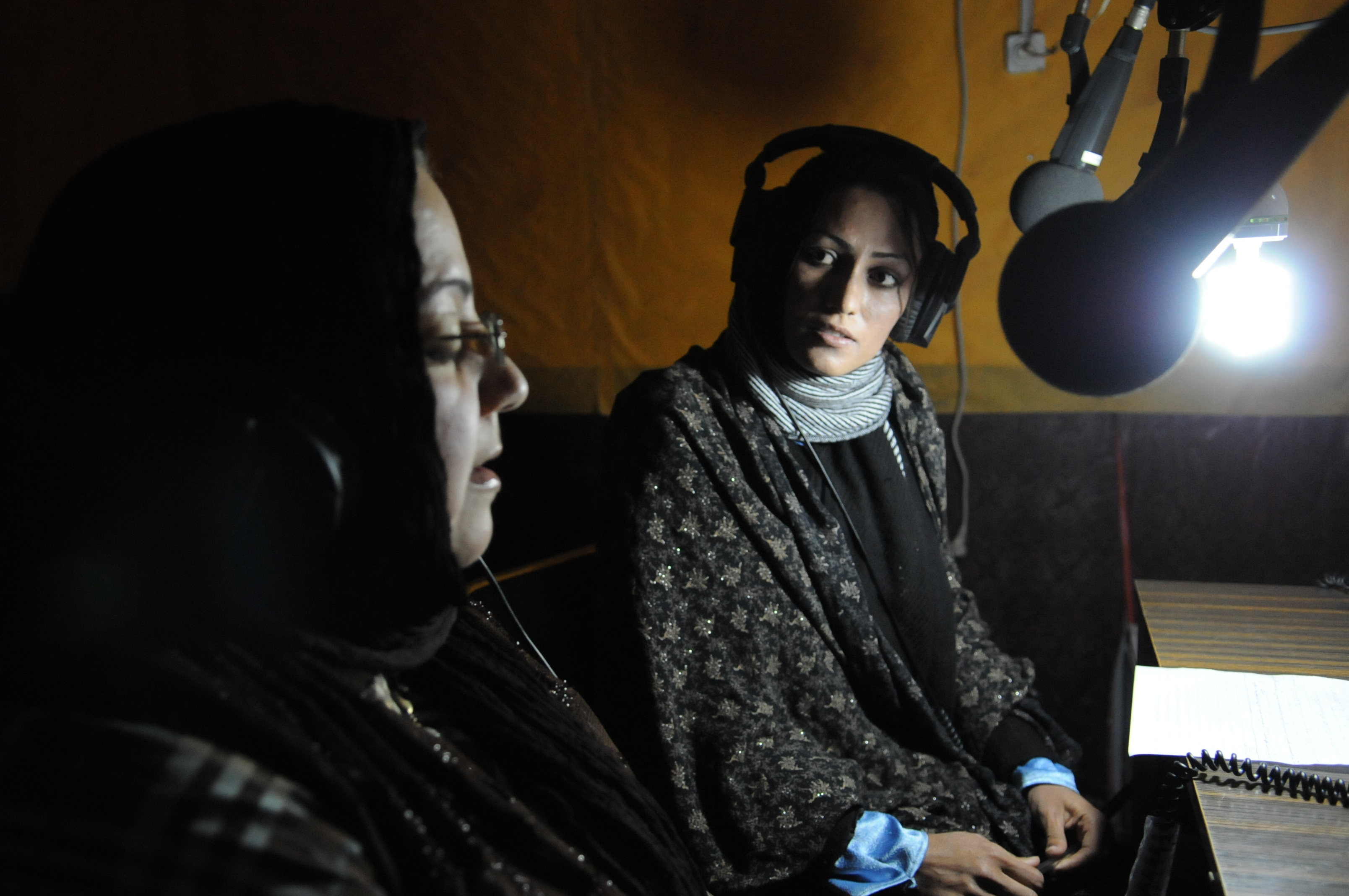
Una transmisión de radio regional en vivo en Farāh en 2013
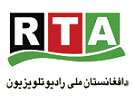
Anterior logo de RTA